# اداره دفاع ایالت واشینگتن

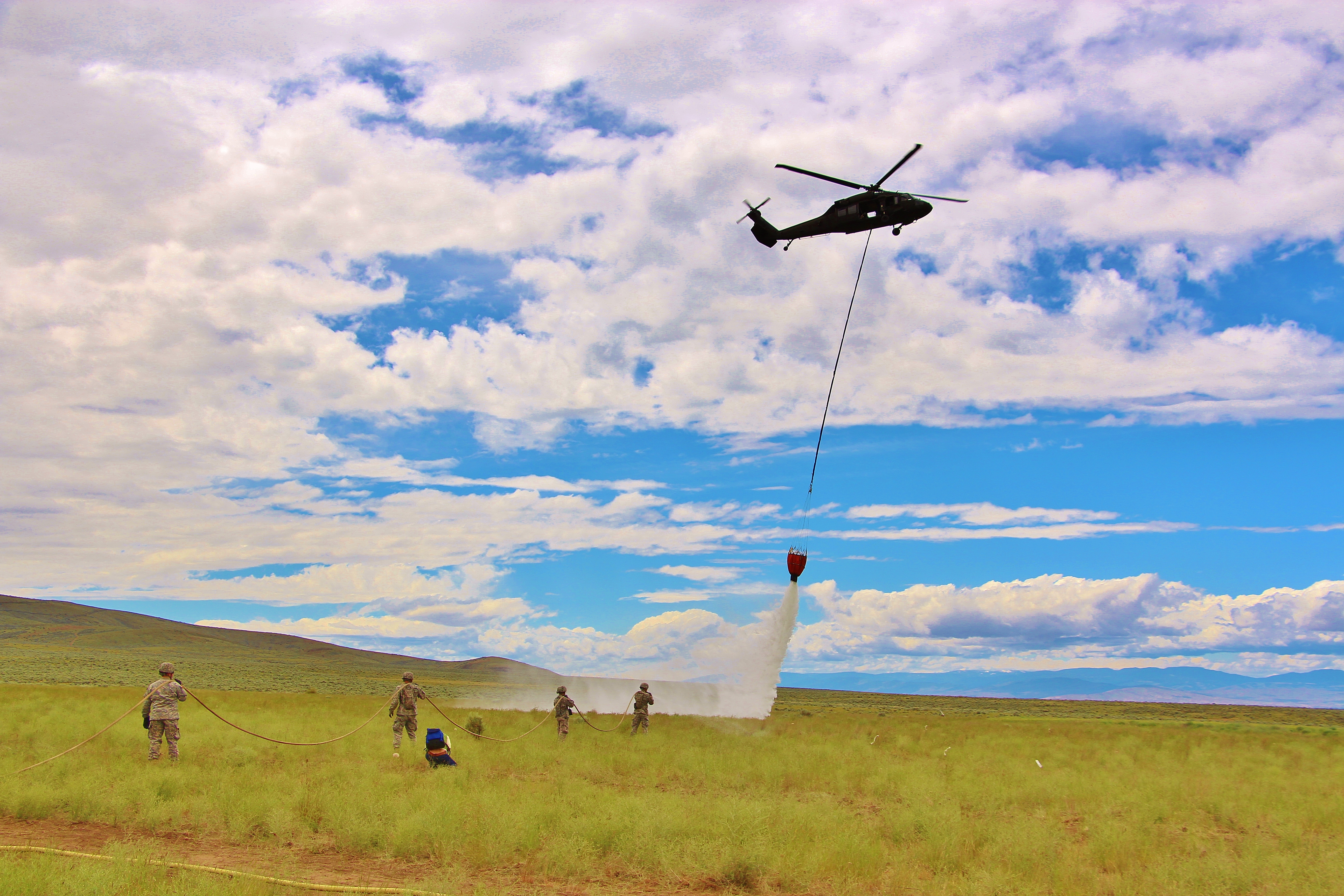
هلیکوپتر اداره دفاع ایالت واشینگتن

اداره دفاع ایالت واشینگتن (انگلیسی: Washington Military Department) مسئول مدیریت ارگان‌های دفاعی و نظامی ایالت واشینگتن را به عهده دارد.